# Amt Flintbek
Amt Flintbek var før 1. juni 2023 et amt i det nordlige Tyskland, beliggende i den østlige del af Kreis Rendsburg-Eckernförde. Kreis Rendsburg-Eckernförde ligger i den centrale del af delstaten Slesvig-Holsten, Amtets administration var beliggende i byen Flintbek. Det nedlagte Amt blev sammenlagt med Amt Molfsee til Amt Eidertal.

## Kommuner i amtet
- Böhnhusen
- Flintbek
- Schönhorst
- Techelsdorf

## Historie
Amt Flintbek blev oprettet ved Kreis- og amtsreformen i 1970. Nedlagt 1. juni 2023.